# Launette
Pour les articles homonymes, voir Launette (homonymie).
La Launette est une rivière française, affluent de la Nonette en rive gauche, donc un sous-affluent de la Seine par la Nonette et l'Oise. Elle coule dans les départements de Seine-et-Marne et de l'Oise, dans les régions Île-de-France et Hauts-de-France.

## Géographie

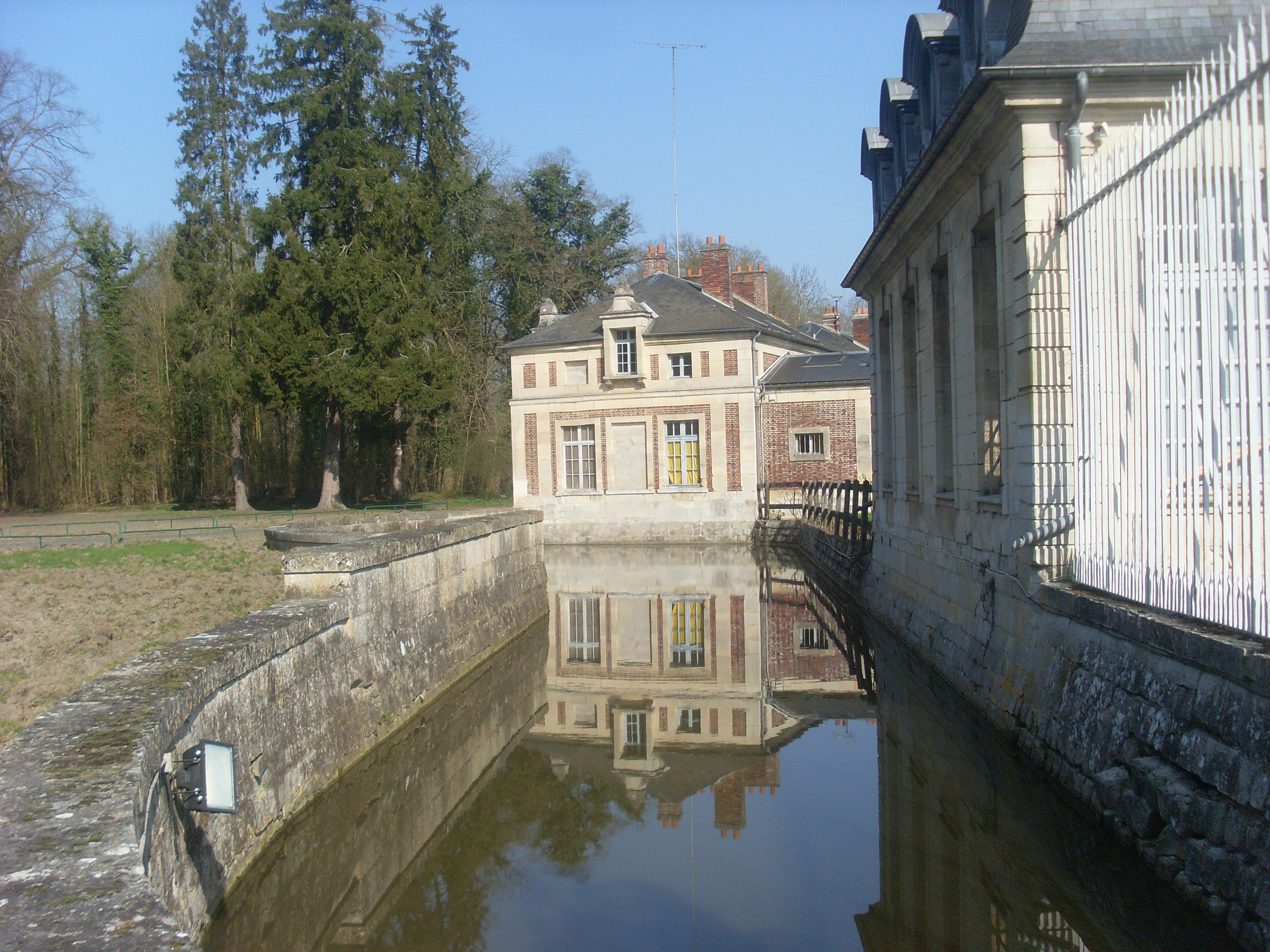
La Launette à l'abbaye de Chaalis

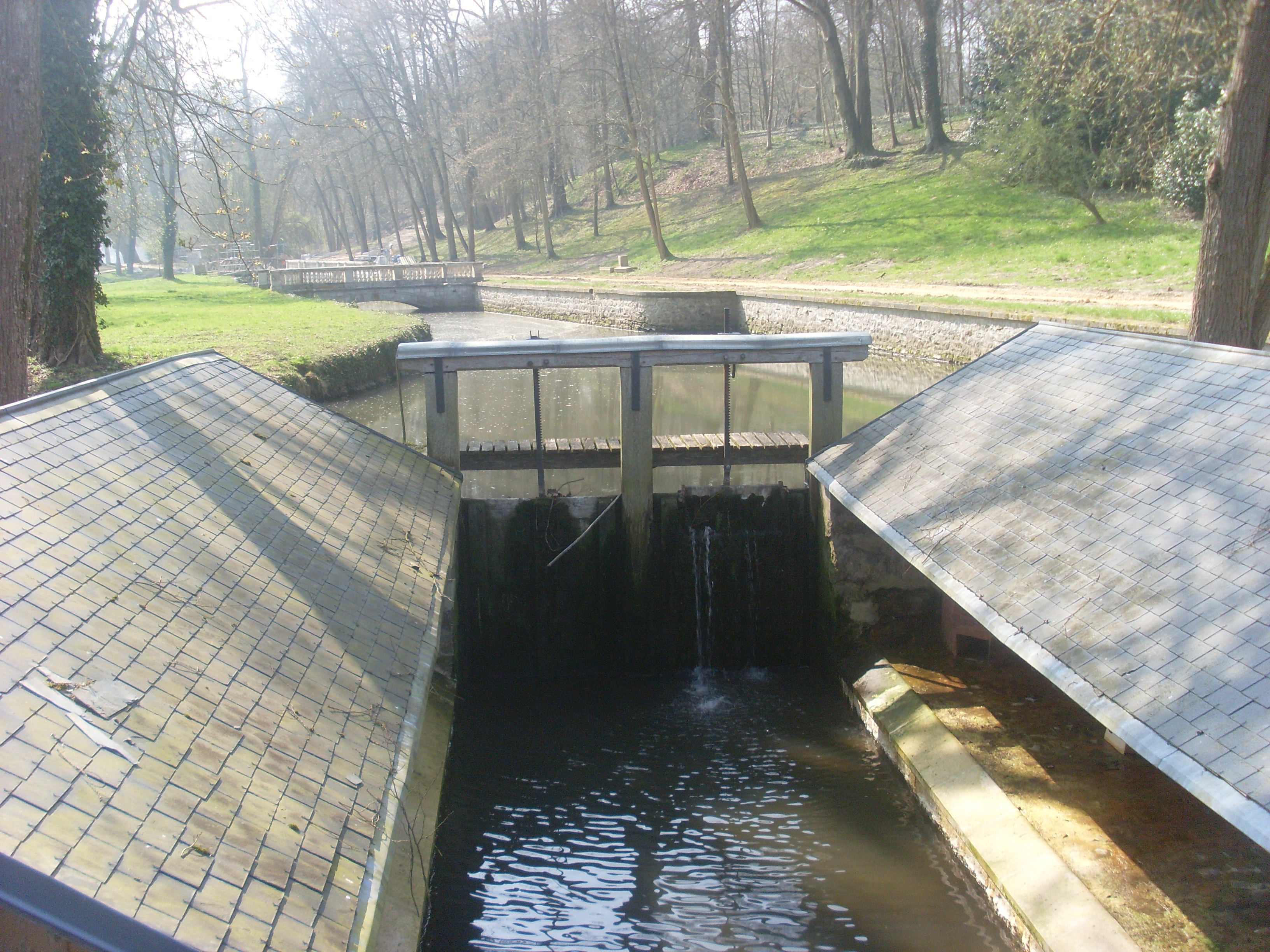
La Launette à Ermenonville

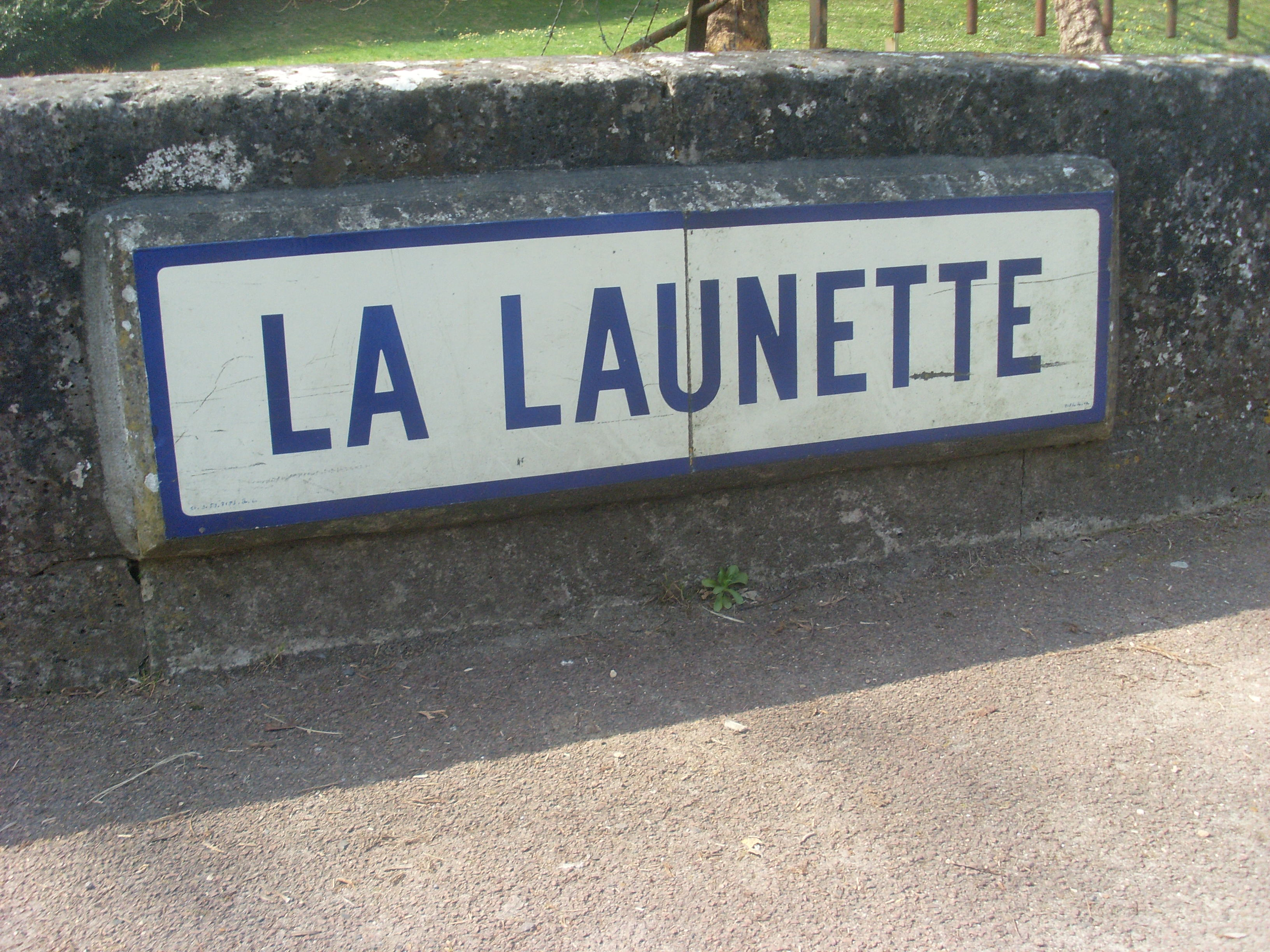
Panneau La Launette à Ermenonville.

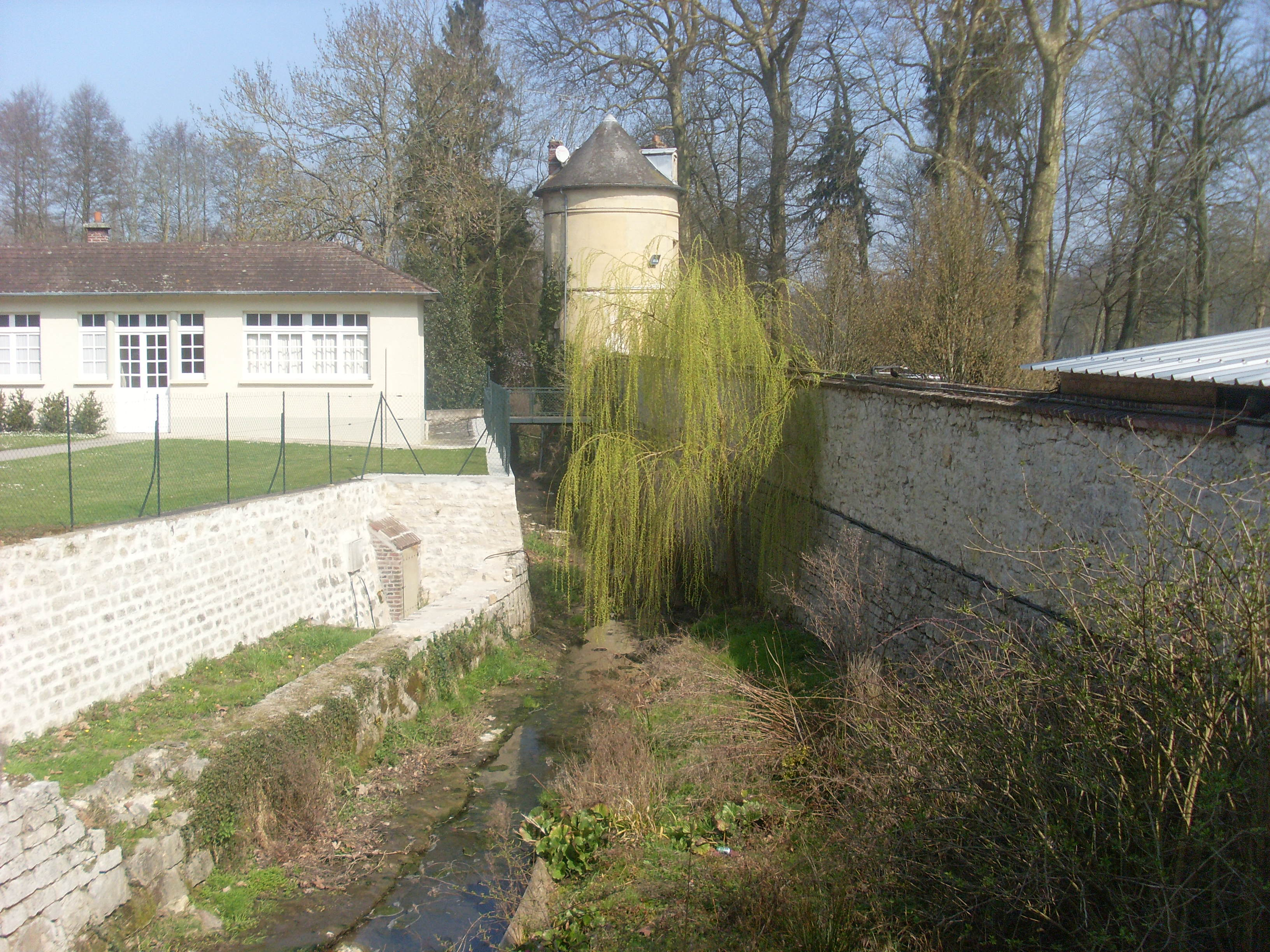
La Launette à Ermenonville.

De 16,04 km de longueur, elle naît à Marchémoret en Seine-et-Marne, entre les lieux-dits Lessart et la Ferme du Château, à 108 mètres d'altitude. 
Elle se dirige vers le nord-nord-ouest. On peut pêcher dans la Launette à Montlognon. 
Au confluent, à Fontaine-Chaalis, à 66 mètres d'altitude, la Launette est plus longue que la Nonette.

### Communes et cantons traversés
Dans les deux départements de Seine-et-Marne et de l'Oise, la Launette traverse sept communes et deux cantons :
- dans le sens amont vers aval :
  - Seine-et-Marne : Marchémoret, Rouvres
  - Oise : Ève, Ver-sur-Launette, Ermenonville, Montlognon, Fontaine-Chaalis (confluence).

En termes de cantons, la Launette prend sa source dans le canton de Dammartin-en-Goële puis traverse et rejoint la Nonette dans le canton de Nanteuil-le-Haudouin.

### Toponyme-Hydronymie
La Launette a donné son hydronyme à la commune de Ver-sur-Launette. Les deux noms ont la particularité de se référer au même arbre, l'aulne : Launette = l'aunette, le "petit aulne", et Ver du gaulois verno, "aulne".

### Bassin versant
La Launette traverse une seule zone hydrographique La Nonette de sa source au confluent de la Launette (inclus) (H221) de 169 km2 de superficie.
Sur les sept communes du bassin de la Launette, il y a 5 986 habitants pour une superficie de 96 km2 et une densité de 62,6 hab/km2 à 94 mètres d'altitude moyenne[réf. nécessaire].

## Affluents
La Launette a quatre affluents référencés et quatre sous-affluents :
- le cours d'eau 03 de la commune d'Eve, (rg[note 1]), 3,81 km ;
  - le fossé 02 de la commune de Othis, 2,65 km ;
  - le fossé 03 de la commune de Othis, 2,63 km ;
  - le fossé 01 de la commune de Othis, 1,89 km ;
- le ru du Vivien, long de 3,60 km prend sa source à Dammartin-en-Goële et conflue à Rouvres[6]. En termes de canton, il coule entièrement dans le canton de Dammartin-en-Goële ;
- le ru Courtois (rg) long de 2,51 km prend sa source à Dammartin-en-Goële en Seine-et-Marne et conflue à Ève dans l'Oise[7]. En termes de canton, il prend sa source dans le canton de Dammartin-en-Goële et conflue dans le canton de Nanteuil-le-Haudouin ;
  - le fossé 01 de la commune d'Eve, 2,74 km ;
- le cours d'eau 01 des Étangs, 2,34 km.

### Rang de Strahler
Donc le rang de Strahler de la Launette est de trois.

## Hydrologie

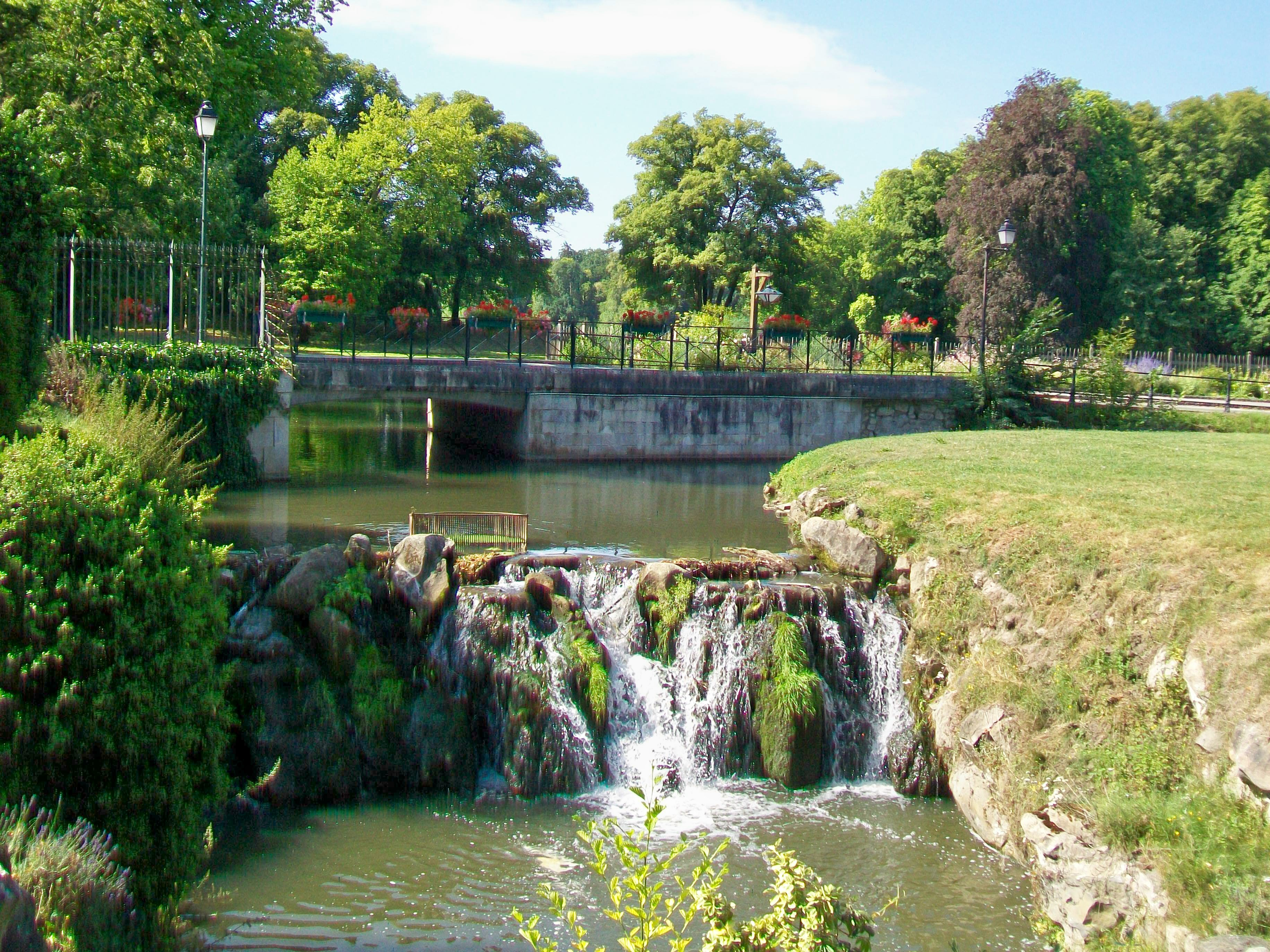
La grande cascade de la Launette, aménagement dû au marquis René-Louis de Girardin, en face du château. Au fond, le parc Jean-Jacques-Rousseau.

Son régime hydrologique est dit pluvial océanique.

### La Launette à Ver-sur-Launette
Le débit de la Launette a été observé depuis le 1er mai 1993 , à 82 m d'altitude, à Ver-sur-Launette, localité du département de l'Oise, située à quelque six kilomètres au sud de son confluent. Le bassin versant de la rivière y est de 41 km2, soit les deux tiers de sa totalité.
Le module de la rivière à Ver-sur-Launette est de 0,118 m3/s.
La Launette présente des fluctuations saisonnières de débit modérées. Les hautes eaux se déroulent en hiver et s'accompagnent de débits mensuels moyens allant de 0,172 à 0,220 m3/s, de décembre à mars inclus (maximum en janvier). Dès le mois d'avril, le débit diminue progressivement jusqu'à la période des basses eaux d'été, qui s'étalent sur plus de quatre mois, de juin à la mi-octobre, entraînant une baisse du débit moyen mensuel jusqu'au plancher de 0,075 m3/s durant le mois de septembre, ce qui n'est pas vraiment faible pour un aussi petit cours d'eau.

### Étiage ou basses eaux
À l'étiage, le VCN3 peut chuter jusque 0,031 m3/s, en cas de période quinquennale sèche ce qui n'est pas encore très sévère. 

### Crues
D'autre part les crues peuvent être assez importantes, compte tenu de l'exiguïté du bassin versant. Les QIX 2 et QIX 5  valent respectivement 1,8 et 2,7 m3/s. Le QIX 10 vaut 3,3 m3/s, tandis que le QIX 20 est de 3,8 m3/s. Enfin le QIX 50 n'a pas été calculé faute de durée d'observation suffisante pour le faire valablement.
Le débit instantané maximal enregistré à Ver-sur-Launette a été de 3,27 m3/s le 22 janvier 1995, tandis que la valeur journalière maximale était de 2,56 m3/s le 22 mars 2001. En comparant le premier de ces chiffres aux valeurs des différents QIX de la rivière, il apparaît que cette crue était d'ordre décennal, et donc statistiquement destinée à se répéter en moyenne tous les 10-12 ans environ. 

### Lame d'eau et débit spécifique
La lame d'eau écoulée dans le bassin de la Launette est de 102 mm annuellement, ce qui est extrêmement faible. C'est bien sûr nettement inférieur à la moyenne d'ensemble de la France, et inférieur aussi à l'ensemble du bassin versant de la Seine (240 mm/an), ainsi que de l'Oise (243 mm/an). Le débit spécifique (ou Qsp) se monte dès lors à 3,2 L/s et par kilomètre carré de bassin.

## Tourisme

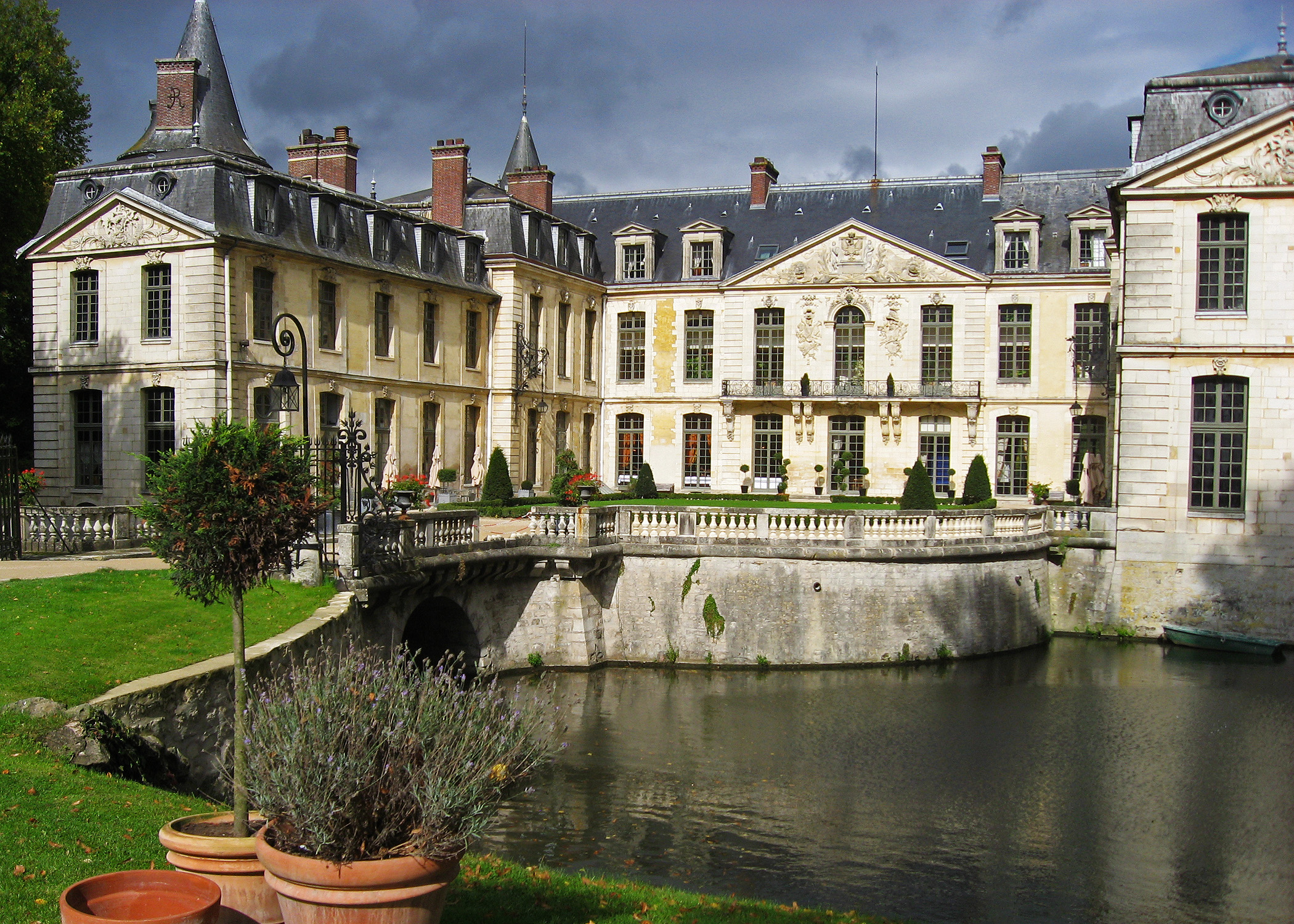
Le château d'Ermenonville sur une île.

La Launette traverse le parc Jean-Jacques-Rousseau, aménagé par le marquis René-Louis de Girardin, au sud d'Ermenonville, à côté de la forêt domaniale d'Ermenonville. Puis elle entoure et constitue les douves du château d'Ermenonville situé sur une île. La Launette entoure l'ancienne abbaye de Chaalis, désormais le musée Jacquemart-André, et est à moins d'un kilomètre à l'est du parc d'attractions de La Mer de sable. Le sentier de grande randonnée GR 11 la traverse entre Ermenonville et Montlognon.

## Aménagements et écologie

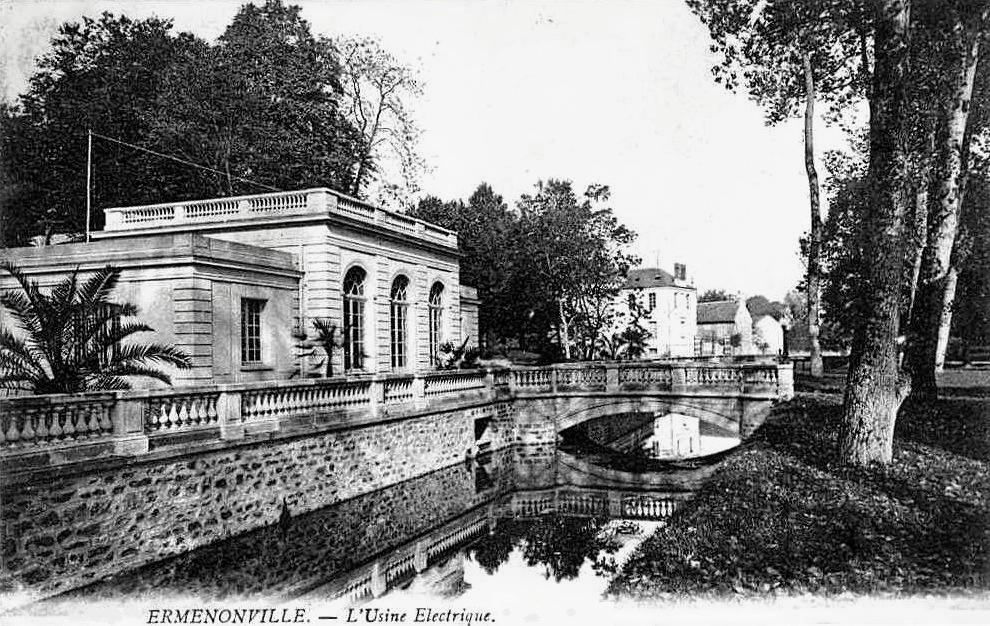
L'usine électrique disparue près de l'entrée du parc Jean-Jacques-Rousseau.

Une usine électrique avait été installée à l'entrée du parc Jean-Jacques-Rousseau ; elle a complètement disparu mais le pont subsiste.
La ligne LGV Nord-Europe rencontre la Launette près du lieu-dit les Trois Fontaines sur la commune de Ver-sur-Launette.